# 철원군·화천군·양구군·인제군
철원군·화천군·양구군·인제군은 대한민국의 옛 국회의원 선거구이다. 당시 강원도 철원군, 화천군, 양구군, 인제군 지역을 관할했다.

## 역사
대한민국 제17대 국회의원 선거를 앞두고 철원군·화천군·양구군 선거구를 형성하고 있던 철원군·화천군·양구군 지역과 속초시·고성군·양양군·인제군 선거구에 속해 있던 인제군이 하나의 선거구를 형성하게 되면서 신설되었다.
대한민국 제20대 국회의원 선거를 앞두고 본 선거구의 인구가 하한선 미달로 떨어지게 되면서 홍천군 지역을 편입하여 홍천군·철원군·화천군·양구군·인제군 선거구를 형성하게 됨에 따라 폐지되었다.

## 역대 국회의원
| 선거   | 정당 | 정당       | 의원   |
| ------ | ---- | ---------- | ------ |
| 2004년 |      | 한나라당   | 박세환 |
| 2008년 |      | 통합민주당 | 이용삼 |
| 2010년 |      | 한나라당   | 한기호 |
| 2012년 |      | 새누리당   | 한기호 |

## 역대 선거 결과

### 대한민국 제17대 국회의원 선거
|  | 37.16% |

|  | 36.54% |

|  | 26.28% |

### 대한민국 제18대 국회의원 선거
|  | 45.00% |

|  | 43.53% |

|  | 5.18% |

|  | 4.14% |

|  | 2.13% |

### 2010년 대한민국 재보궐선거
|  | 42.55% |

|  | 36.16% |

|  | 11.66% |

|  | 6.03% |

|  | 3.58% |

### 대한민국 제19대 국회의원 선거
|  | 63.23% |

|  | 36.76% |